# Lanceola intermedia
Lanceola intermedia is een vlokreeftensoort uit de familie van de Lanceolidae. De wetenschappelijke naam van de soort is voor het eerst geldig gepubliceerd in 1960 door Vinogradov.